# 谷大用
谷大用（？年—？年），武宗朝内侍“八虎”之一。西廠提督太监，與其他宦官劉瑾、馬永成、丘聚爭寵，勢傾中外。

## 生平
正德六年（1511年），爆發劉六、劉七起義，帝以谷大用總督軍務，與伏羌伯毛銳、兵部侍郎陸完率京營鎮壓。這時义军被迫兵分两路，刘六、刘七、齐彦为一路，杨虎、赵鐩、刘三、邢老虎为一路。官军怯不能战。除加派京營精銳部隊以外，不久又起用遼東、宣府、大同、延綏四鎮邊軍入衛北京，號稱「外四家」，開啟調操邊軍之先河。正德七年八月劉六、劉七起義失败。
正德十二年（1517年），明武宗欲北狩長城，遭朝臣反對，居庸關巡關御史張欽閉關拒命。武宗令張欽出巡白羊口，以谷大用代守居庸關，星夜趕至居庸關，得以出關巡視宣化、大同、偏關、延綏，榆林五鎮長城。明世宗即位後，八虎受到打擊，谷大用、丘聚等被御史蕭淮彈劾“蠱惑先帝”，並牽連張永，但因迎接新帝登基有功，僅降為奉御，居南京，又召守康陵。嘉靖十年（1531年）籍其家。